# Platform 7
Platform 7 é uma série de televisão britânica de suspense psicológico em quatro episódios baseada no romance Platform Seven de Louise Doughty, adaptado por Paula Milne e desenvolvido pela Dancing Ledge Productions para a ITVX. Foi lançado em 7 de dezembro de 2023 e foi ao ar posteriormente na ITV1.

## Elenco
- Jasmine Jobson como Lisa Evans
- Toby Regbo como Matthew Goodson
- Yaamin Chowdhury como Akash Lockhart
- Sacha Parkinson como Melissa
- Reece Ritchie como Richard Shale
- Tábata Cerezo como Rosaria Diaz
- Rhiannon Clements como Izzy
- Phil Davis como Edward Warren
- Emily Carey como Ella Warren
- Patrick Robinson como Trevor Evans
- Natasha Joseph como Evelyn Evans
- Harvey Walker como Estudante
- Lisa Allen como Stacey
- Joe Standerline como Homem com chapéu Trilby
- Roman Brierley como Estudante
- Thomas Pace como Estudante

## Recepção
Lucy Mangan, do The Guardian, concedeu ao primeiro episódio duas de cinco estrelas, criticando o ritmo e o roteiro. Jasper Rees, do The Daily Telegraph, deu três de cinco estrelas.